# Mouzay (Moza)
Mouzay – miejscowość i gmina we Francji, w regionie Grand Est, w departamencie Moza.
Według danych na rok 1990 gminę zamieszkiwały 792 osoby, a gęstość zaludnienia wynosiła 22 osób/km² (wśród 2335 gmin Lotaryngii Mouzay plasuje się na 446. miejscu pod względem liczby ludności, natomiast pod względem powierzchni na miejscu 31.).